# Europaschiff

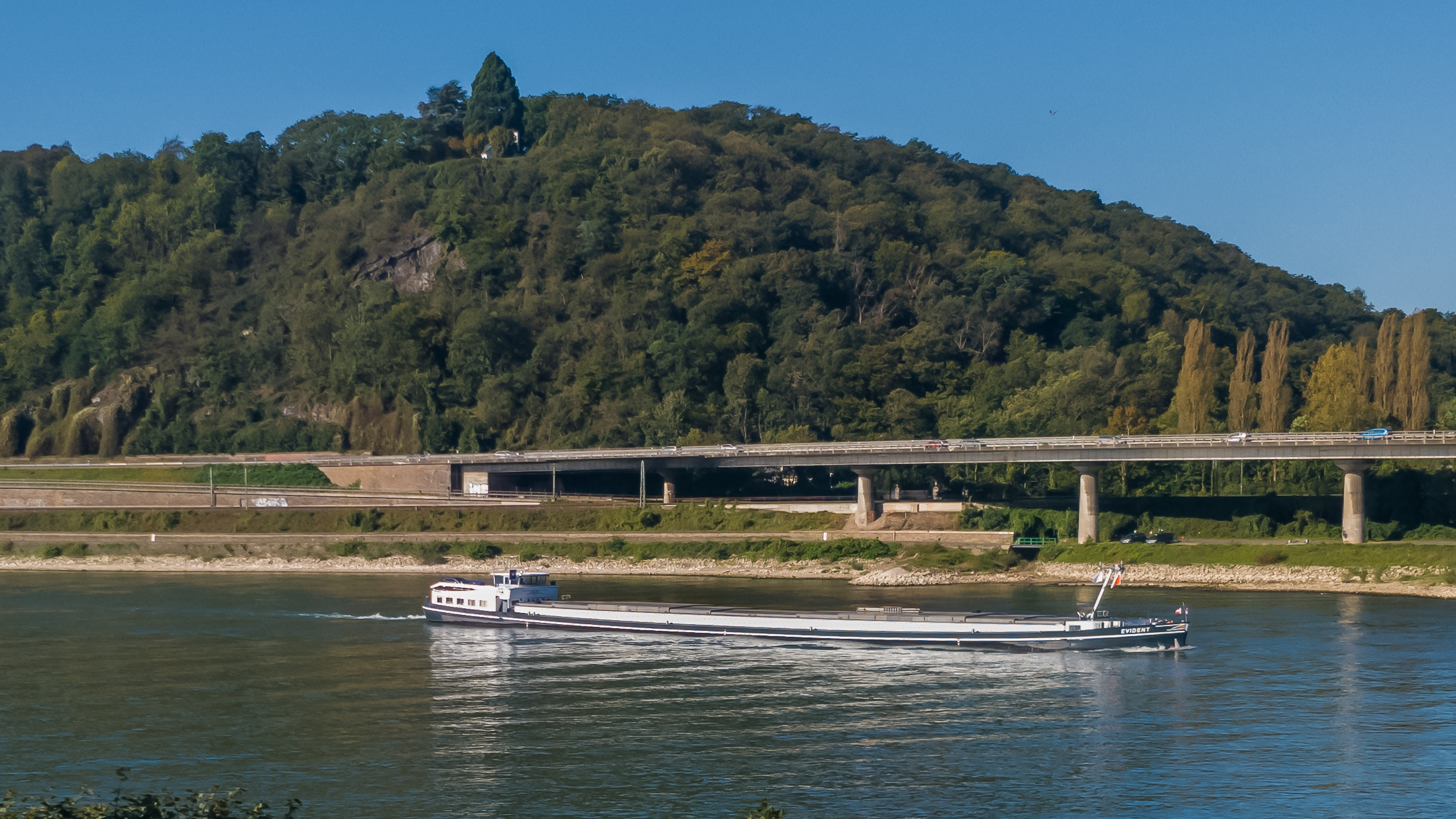
Europaschiff auf dem Rhein

Wasserwegenetz Deutschland und angrenzende, Euroschiff: hellgrün

Das Europaschiff ist ein motorisiertes Binnenschiff zum Gütertransport und gleichzeitig die Spezifikation eines Schiffstyps, der von der Europäischen Verkehrsministerkonferenz (CEMT/ECMT) zum Standard (Typschiff) der Binnenschiffsklasse IV erklärt worden ist. Schiffe dieser Klasse dürfen uneingeschränkt auf den europäischen Binnenwasserstraßen verkehren, die in ihrem Ausbauzustand mindestens dieser Spezifikation entsprechen. Neben den reinen Schiffsdaten beschreiben die Vorgaben auch die Belastung im Wasser wie Geschwindigkeit, Wellenschlag, Rückströmungen etc. Daraus lassen sich für die zuständigen Verwaltungen die baulichen Anforderungen an die Wasserstraßen und deren Bauwerke ableiten.

## Entwicklung und Schiffsmaße
Aufbauend auf dem 80 Meter langen Schleppkahn vom Rhein-Herne-Kanalschiff war in den 1950er Jahren das Johann-Welker-Schiff als Selbstfahrer konzipiert worden. Vorgesehen als Standard-Schiffstyp für die Kanalfahrt in Deutschland wurden die Baudetails und Linienrisse allgemein zugänglich gemacht, um eine einheitlich Umsetzung zu ermöglichen. Ende der 1960er Jahre entstand daraus das Europaschiff, das anschließend durch die CEMT als Schiff der Klasse IV festgelegt wurde. Die wichtigsten technischen Details enthält die Tabelle:
| Schiffsdaten zum Europaschiff gem. CEMT |        |          |               |                   |                   |
| Länge                                   | Breite | Tiefgang | Tragfähigkeit | Container 2-lagig | Container 3-lagig |
| 85 m                                    | 9,5 m  | 2,5 m    | 1350 t        | 54 TEU            | 81 TEU            |

Die Wasserstraßen- und Schifffahrtsverwaltung des Bundes (WSV) nennt für das Europaschiff Maximalwerte von 95 Meter Länge und 9,60 m in der Breite. Als Neubauten erhielten die Schiffe auch einen Tiefgang von 2,70 m, wodurch die Tragfähigkeit eines 85-m-Schiffs auf 1500 Tonnen steigt. In Einzelfällen wurden Schiffe auf 110 Meter verlängert.
Im Laderaum haben drei ISO-Container der Größe 20 Fuß nebeneinander und neun hintereinander Platz. Bei maximal drei Lagen übereinander beträgt das maximale Ladevolumen 81 TEU. Neuere Schiffe ermöglichen bis zu zehn dieser Container hintereinander. Bei der Kanalfahrt ist wegen begrenzter Brückendurchfahrtshöhen meist nur der 2-lagige Transport mit insgesamt 54 Containern möglich.
Das überwiegend als Ein-Hüllenschiff gebaute Schiff hat für die Leerfahrt nur eine begrenzte Ballasttankkapazität und besitzt meistens nur eine Schraube. Die Antriebsleistungen liegen bei 700 bis 1200 kW. Bei entsprechender Motorleistung kann es auch als schiebendes Schiff im Koppelverband fahren.
Das Europaschiff erreicht eine maximale Geschwindigkeit von rund 20 km/h, die aber nur auf großen Flüssen wie dem Rhein ausgefahren werden kann. Als Geschwindigkeit über Grund wird bei der Bergfahrt gegen den Strom entsprechend der Strömungsgeschwindigkeit eine geringere Geschwindigkeit erzielt.

## Weiterentwicklung
Bis in die 1980er Jahre war das Europaschiff maßgebend für den Ausbau von Wasserstraßen und für die Dimensionierung der zugehörigen Bauwerke wie Schleusen und Hebewerke. Ein Beispiel ist das 1976 eingeweihte Schiffshebewerk Lüneburg mit einer Trog-Nutzlänge von 100 Metern. 
Die Zunahme der Schiffsgrößen beim Gütertransport haben auch die maßgebende Schiffsgröße verändert. So wurde das Europaschiff durch das Großmotorgüterschiff mit 110 m Länge abgelöst und definiert ein Schiff der CEMT-Klasse Va. Mit der größeren Breite von 11,40 m und einem Tiefgang von 2,80 m erreicht der Schiffstyp eine Tragfähigkeit von 2300 t. Als Bemessungsgrundlage für das neue Schiffshebewerk Niederfinow Nord (Eröffnung 2022) erhielt der Trog eine Nutzlänge von 115 Meter.
Um bei einem zukünftige Ausbau der Binnenwasserstraßen zumindest bei den Schleusen nicht nachbessern zu müssen, wird aktuell von der Wasserstraßen- und Schifffahrtsverwaltung des Bundes schon das übergroße Motorgüterschiff mit 135 m Länge zum Maßstab gesetzt. Es repräsentiert keine eigene Klasse nach CEMT und muss wie Schubverbände Wasserstraßen bzw. Bauwerke der Klasse Vb benutzen. Die Schiffe besitzen alle die für die Kanalfahrt bestimmende Maximalbreite von 11,45 m. Beispiele dafür sind der Neubau von Schleusen der Nordstrecke des Dortmund-Ems-Kanals sowie die Schleusenverlängerungen am Neckar, die 140 m lange Schleusenkammern erhalten. Gegenüber früher gebauten Abstiegsbauwerken wird bei Neubauten bevorzugt eine Innenbreite von 12,50 m gewählt, um den Schiffen mehr Raum zur Navigation zu lassen.